# Рузов, Вячеслав Олегович
Вячесла́в Оле́гович Ру́зов (духовное имя — Пати́та Па́вана Дас, род. 14 ноября 1967, Хабаровск) — кришнаитский религиозный деятель и проповедник, дикша-гуру. Являлся членом Руководящего совета Международного общества сознания Кришны в России. Ученик одного из духовных лидеров Международного общества сознания Кришны (ИСККОН) Индрадьюмны Свами. Известен как писатель и лектор.
Учился в городской средней школе № 32 г. Хабаровска. Окончил Детскую музыкальную школу № 1 по классу фортепиано. 10 лет работал в должности директора Дальневосточного Центра Востоковедения. Много путешествует по городам Америки, Европы, России, Азии, СНГ, читая лекции по ведической философии и культуре, индийской астрологии, семейным отношениям, менеджменту. Проводит ежегодный образовательный фестиваль на Кипре. С 2006 года осуществляет просветительскую деятельность московского клуба «Баланс» и является идейным вдохновителем радио «Гималаи» и телевизионного канала «БАЛАНС-ТВ», в 2018 году ставшего лауреатом Всероссийской национальной премии за доброту в искусстве «На благо мира» в номинации «Телевидение».
Автор 33 книг, некоторые из которых переведены на английский язык.